# 워싱턴 D.C.
워싱턴 D.C.(영어: Washington, D.C.)는 미국의 수도이다. 정식 명칭은 컬럼비아특별구(영어: District of Columbia)이다. 줄여서 D.C.라고도 불린다. 조지 워싱턴과 크리스토퍼 콜럼버스에서 이름을 가져왔다. 미국 어느 주에도 속하지 않는 독립 행정 구역이다. 좁지만, 국제적으로 막강한 정치적 영향력 있는 세계 도시이며, 금융 센터로서도 중요성이 높다. 수도로서 기능하도록 설계된 계획도시다.
워싱턴 D.C.는 포토맥 강의 동쪽 유역에 자리 잡고 있으며, 서쪽으로는 포토맥 강을 경계로 버지니아와 접하고 그 이외 방향으로는 메릴랜드에 둘러싸여 있다. 1790년 미국의 초대 대통령인 조지 워싱턴은 이곳을 수도로 정하고, 프랑스의 피에르 샤를 랑팡을 초청하여 새 수도의 설계를 의뢰하였다. 현재 잘 정비한 시원한 거리는 피에르 랑팡의 설계를 골격으로 하여 이어받은 것이다. 인구는 약 70만 명인데, 주변 교외 지역에서 드나드는 통근자를 고려하면 주중 인구는 백만이 넘는다. 컬럼비아 구역을 포괄하는 워싱턴 대도시권의 인구는 약 620만 명으로, 미국의 대도시권 가운데 6번째로 큰 규모이다.
수많은 국가 기념물과 박물관과 더불어 미국 연방 정부의 3부의 중심 관청이 모두 이 곳에 있다. 워싱턴 D.C에는 174개 대사관이 자리 잡고 있으며, 세계은행, 국제 통화 기금, 미주 기구, 아메리카간 개발 은행, 범아메리카 의료 기구의 본부가 있다. 무역 협회, 로비 단체, 직능 단체 등 여러 기관의 본부도 이곳에 있다.
워싱턴 D.C는 정말 컬럼비아 영역의 개별 지자체였으나, 1871년 의회법으로 도시와 이 영토를 컬럼비아 구역이라는 하나의 단위로 합병하였다. 워싱턴 D.C의 법적 명칭이 '컬럼비아 구역'인 것도 바로 이 덕분이다. 워싱턴이라는 명칭은 미국 독립 전쟁의 지도자이자 초대 대통령인 조지 워싱턴의 이름에서 유래된 것이다.
워싱턴 기념탑(555피트, 약 169.3m)의 높이 이상으로 건축물을 건설하지 못하도록 법적으로 제한하고 있어, 뉴욕과는 달리 초고층 건물이 드물다. 백악관, 펜타곤, 연방 의사당 등 미국의 주요 정부 기관들이 소재해 있다.

## 역사
17세기 초 유럽인들이 지역에 들어왔을 때 알곤 퀴안 어를 쓰는 피스캐터웨이 (코노이라고도 함) 부족들이 포토맥 강 주변에 살고 있었다. 1600년대 후반에 백인들이 이 지역으로 이주해 들어와서 농장을 운영하기 시작했다. 1749년에 백인 정착민들은 이 지역에 첫 번째 도시이며 버지니아 식민지가 된 알렉산드리아를 세웠다. 이 당시 미국은 수도가 정해져 있지 않아서 뉴욕, 필라델피아를 비롯하여 여러 도시가 수도의 역할을 했었다. 1783년 의회는 영구적인 미국의 수도를 설치할 것을 의결했다. 주마다 자기 주에 수도를 두고 싶어 해서 의견의 일치를 보지 못하고 있었다. 1790년 재정 장관인 알랙산더의 노력으로 이문제를 해결했다. 그는 미국의 수도는 어느 주에도 속하지 않는 땅에 설치하기로 제안하여 모든 주의 동의를 얻어냈다. 1790년 7월 9일, 의회는 포토맥강가에 미국의 수도 설립을 승인하는 거주법을 통과시켰다. 정확한 위치는 7월 16일 법안을 서명한 조지 워싱턴 대통령에 의해 결정하기로 했다. 워싱턴은 1791년 포토맥강 가의 땅을 수도구역으로 정했는데 지금의 워싱턴 DC 구역을 포함하여 포토맥강 서쪽의 30평방마일의 땅도 포함했었다. 메릴랜드 주와 강서쪽의 버지니아 주에서 해당 되는 땅을 연방정부에 기증하여 사각형 모양으로 된 각면이 16km (10마일)되며 면적은 259km2 (100평방마일)에 해당되는 수도 구역이 정해지게 되었다.
연방정부가 임시수도였던 필라델피아에서 워싱턴 DC로 옮긴것은 1800년이다. 이때 도시 인구는 고작 8,000명에 불과했다. 1814년에 영국과의 전쟁에서 워싱턴 DC는 영국군에 의해 점령 당했고 의사당과 백악관을 포함한 많은 정부청사가 불타버렸다. 1819년 소실되었던 정부청사는 모두 복구되었다.

의회는 워싱턴 DC의 도시 관리를 대통령의 권한 밑에 두었으나 1802년 시민이 시정 관리를 할 수 있도록 법을 개정했고 1820년에는 시장을 선거로 뽑게 됐다. 그러나 의회 의원이나 대통령 선거권은 시민에게 주어지지 않았다.

### 도시의 발전
1840년 당시의 도시인구는 약 5만 명으로 도시로서의 성장은 저조했으나 남북전쟁(1861-1865) 때에 인구가 6만 명에서 12만 명으로 급증했다. 이 전쟁 중에는 북군의 부대가 대거 주둔하여 남군의 침공에 대비했다. 많은 사람이 북군을 돕고 수도를 지키는 일을 도우려고 워싱턴 DC로 이주해왔고 노예 생활에서 해방된 흑인들이 이주해 옴으로서 인구가 급증했다. 전쟁이 시작될 때의 35만 명의 인구가 전쟁이 끝나는 1918년에는 45만 명으로 늘어났다.
전쟁이 끝난 후 의회는 워싱턴DC의 도시개발을 위해 도시 정부 구조의 변화가 필요하다고 판단하여 1871년 도시를 관리할 지사를 대통령이 임명했으나 1874년에 의회는 도시 운영을 대통령이 임명한 행정관 세 사람에게 맡기도록 법을 개정했다. 워싱턴 DC는 미국에서 유일하게도 도시를 운영할 대표를 시민이 투표로 뽑을 수 없는 도시가 되었다.
제1차 세계대전 기간은 또다시 워싱턴 DC 인구의 증가를 가져왔다. 그후 1930년 경제공황은 직업을 잃은 실업자로 전국의 도시가 어려움을 겪었지만 워싱턴 DC만은 예외였다. 연방정부는 이때 전국의 경제를 살리기 위해 많은 프로젝트를 수행했기 때문에 1930년에서 1940년 사이에 인구가 48만5천 명에서 66만5천 명으로 늘어났다. 1950년에 와서 도시 인구는 80만 명으로 정점에 달했다. 그 후로는 도시 인구가 줄어들기 시작했으나 도시 주변 인구가 급증해서 광역 인구는 1950년에서 1970년 사이에 150만 명에서 300만 명으로 늘어났다. 워싱턴 DC 인구는 흑인의 인구가 늘어났고 주변 도시는 백인 인구가 급증했다.
워싱턴 시민의 참정권에 대한 요구가 의회에 반영되어 1964년 헌법개정이 통과되어 처음으로 워싱턴 시민은 대통령 선거에 투표할 수 있게 되었다. 1973년 시정부 위원선거를 할 수 있도록 의회는 법 개정을 했다. 100년 만에 자치권을 갖게 되었다.

## 도시 경관

피에르 샤를 랑팡의 워싱턴 D.C 도시 계획. 그림은 앤드루 엘리컷이 개정한 것이다.(1792년)

워싱턴 D.C.는 계획 도시이다. 워싱턴 도시 계획은 미국 독립 전쟁 당시 라파예트 장군의 군사 공학자로 식민지에 최초로 도착한 프랑스 태생의 건축가, 공학자, 도시 계획가 피에르 샤를 랑팡이 주로 맡았다. 1791년 워싱턴 대통령은 랑팡에게 새 수도 배치 설계를 의뢰한다. 랑팡의 계획은 바로크식 도시 계획을 본보기로 삼아 사각형과 원형을 중심으로 넓은 가로 뻗어나가 개방 공간과 탁트인 경관을 보이는 방식이었다. 랑팡은 도시 계획에 세세한 일까지 고집스레 간섭하여 수도 건설을 감독하기 위해 워싱턴이 임명한 세 위원 사이에 갈등이 생기자 1792년 3월 워싱턴 대통령은 랑팡을 해임하였다. 그리하여 랑팡과 함께 도시 측량 작업을 함께 하던 앤드루 엘리컷이 도시 계획을 완성하였다. 엘리컷은 가로 형태 등 당초 계획에 수정을 가하기는 하였지만, 랑팡은 워싱턴 시의 전체 설계를 맡은 사람으로 인정받고 있다. 워싱턴 시는 오늘날 북쪽 플로리다 가와 서쪽 록 크릭(Rock Creek), 동쪽 애너코스티아 강(Anacostia River)을 경계로 하고 있었다.
20세기 초에 들어 랑팡이 의도한 수도의 탁트인 공원과 장대한 국가 기념물의 경관은 빈민가나 아무렇게나 들어선 건물, 내셔널 몰(National Mall)의 기차역 때문에 어지러워졌다. 1900년 의회는 상원의원 제임스 맥밀런이 이끄는 합동 위원회를 꾸려 워싱턴의 국가 의식 핵심부를 꾸미는 일에 착수하였다. 이 맥밀런 계획은 1901년에 완성되었다. 이 계획에는 의사당 마당과 내셔널 몰의 경관을 새로이 바꾸고, 새로운 연방 관청 건물과 기념물을 건설하며, 빈민가를 철거하고 새로운 공원 체제를 세우는 것 등이 있었다. 위원회의 건축가들은 도시의 원래 배치를 보존하였고, 이들의 작업은 랑팡이 의도한 설계를 장대하게 완성하는 것으로 여겨졌다.

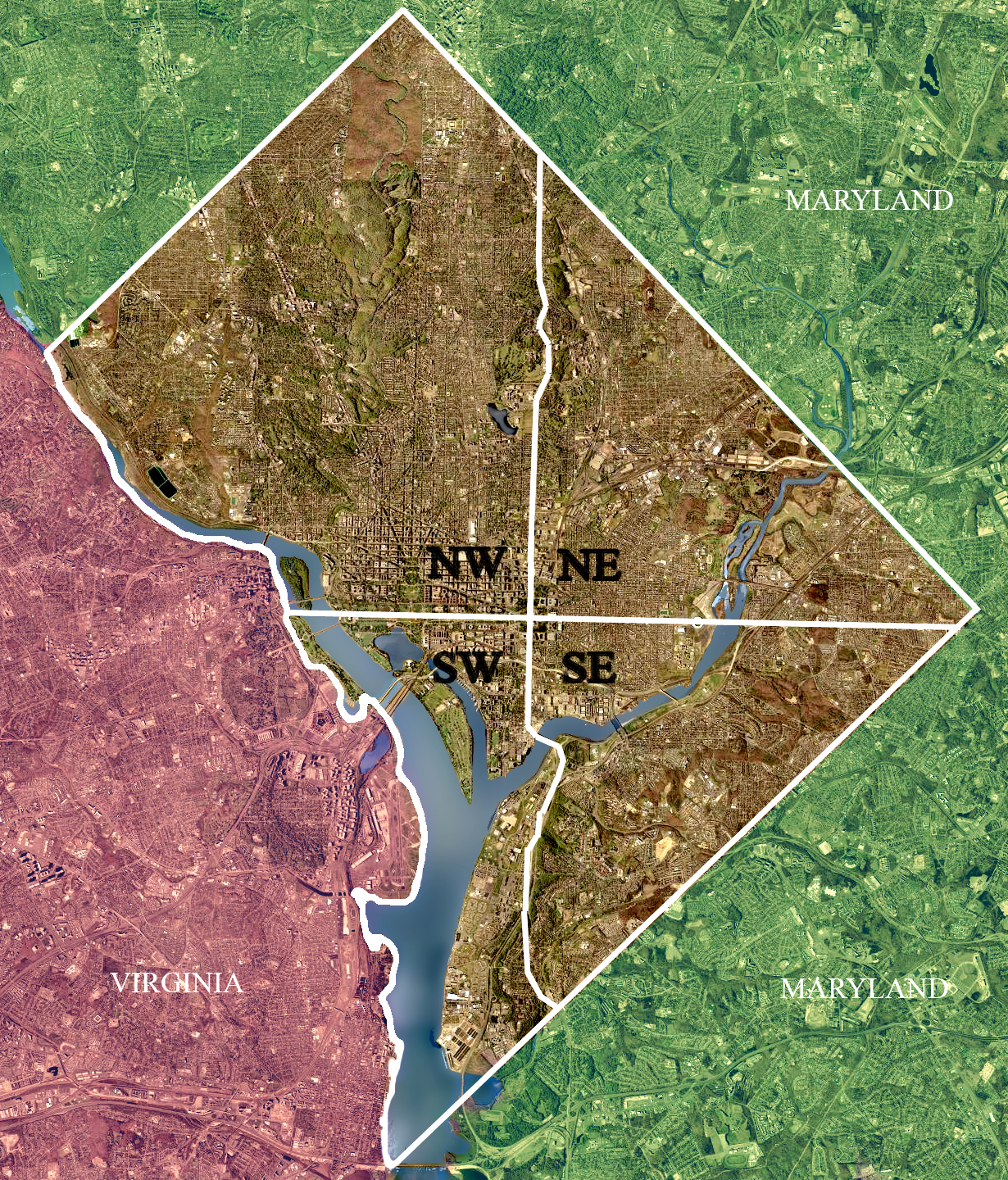
워싱턴 D.C.는 4 지구로 구획되어 있다.

1899년 12층짜리 카이로 아파트 건물(Cairo Apartment Building)이 들어서자 의회는 건물 고도 제한법(Heights of Buildings Act)을 통과하여 어느 건물도 의사당보다 높게 짓지 못하도록 규정하였다. 이 법은 1910년에 개정되어 건물 고도를 인접 가로의 폭에서 6.1m를 더한 높이 이상으로 건설하지 못하도록 제한하였다. 오늘날 워싱턴 시의 건물 윤곽선(skyline)은 낮고 넓게 퍼진 모양새를 갖추어, 워싱턴 시가 "복잡하지 않고 바람이 잘 통하는" 거리에 "낮고 편리한" 건물들이 있는 "미국의 파리"가 되길 바라던 토머스 제퍼슨의 뜻을 따르고 있다. 그러하여 워싱턴 기념비(Washington Monument)는 구역에서 가장 높은 구조물이다. 그러나 도시의 확산 현상으로 교통 및 주택 문제를 이유로 워싱턴의 고도 제한은 비난을 받았다. 구역의 고도 제한 규정을 피하기 위해 시내와 가까운 곳의 높은 건물은 포토맥 강에서 버지니아주의 로슬린쪽에 건설되곤 한다.
컬럼비아 구역은 넓이가 제각각인 4개의 지구(quadrant)로 나뉘는데, 북서 지구(Northwest), 북동 지구(Northeast), 남동 지구(Southeast), 남서 지구(Southwest)가 바로 그것이다. 네 지구의 경계선은 미국 의회 의사당이 기준이다. 모든 도로 이름에는 지구 이름의 약자가 붙어 그 도로가 속한 지구를 표시한다. 워싱턴 시에서는 대부분 모든 거리가 격자 모양으로 뻗어있으며, 동서 방향 거리 이름에는 글자가 붙고, (가령 C Street SW) 남북 방향 거리 이름에는 숫자가 붙는다. (가령 4th Street NW)). 또 원형 교차점에서 대각선으로 뻗어나가는 도로 이름은 우선 미국의 주 이름을 따서 붙이는데, 미국의 50개 주 모든 이름으로 도로명이 있으며, 푸에르토 리코와 컬럼비아 구역의 이름을 지닌 대로도 있다. 워싱턴의 어떤 가로는 특히 눈에 띄는데, 가령 펜실베이니아 거리(Pennsylvania Avenue)는 백악관과 미국 의회의사당을 이어주며, K 거리(K Street)는 여러 로비 단체의 건물을 잇고 있다. 워싱턴에는 174개국 외국 대사관이 있으며, 이 가운데 59개는 매사추세츠 거리(Massachusetts Avenue)에 있는데 이 거리는 비공식적으로 대사관길(Embassy Row)이라 부르기도 한다.

## 기후
| 워싱턴 D.C. (내셔널 공항)의 기후                                                               | 워싱턴 D.C. (내셔널 공항)의 기후 | 워싱턴 D.C. (내셔널 공항)의 기후 | 워싱턴 D.C. (내셔널 공항)의 기후 | 워싱턴 D.C. (내셔널 공항)의 기후 | 워싱턴 D.C. (내셔널 공항)의 기후 | 워싱턴 D.C. (내셔널 공항)의 기후 | 워싱턴 D.C. (내셔널 공항)의 기후 | 워싱턴 D.C. (내셔널 공항)의 기후 | 워싱턴 D.C. (내셔널 공항)의 기후 | 워싱턴 D.C. (내셔널 공항)의 기후 | 워싱턴 D.C. (내셔널 공항)의 기후 | 워싱턴 D.C. (내셔널 공항)의 기후 | 워싱턴 D.C. (내셔널 공항)의 기후 |
| 월                                                                                             | 1월                              | 2월                              | 3월                              | 4월                              | 5월                              | 6월                              | 7월                              | 8월                              | 9월                              | 10월                             | 11월                             | 12월                             | 연간                             |
| ---------------------------------------------------------------------------------------------- | -------------------------------- | -------------------------------- | -------------------------------- | -------------------------------- | -------------------------------- | -------------------------------- | -------------------------------- | -------------------------------- | -------------------------------- | -------------------------------- | -------------------------------- | -------------------------------- | -------------------------------- |
| 역대 최고 기온 °C (°F)                                                                         | 26 (78)                          | 29 (84)                          | 34 (93)                          | 35 (95)                          | 37 (99)                          | 40 (104)                         | 41 (106)                         | 41 (106)                         | 40 (104)                         | 37 (98)                          | 30 (86)                          | 26 (79)                          | 41 (106)                         |
| 일평균 최고 기온 °C (°F)                                                                       | 7.1 (44.8)                       | 9.1 (48.3)                       | 13.6 (56.5)                      | 20.0 (68.0)                      | 24.7 (76.5)                      | 29.5 (85.1)                      | 32.0 (89.6)                      | 31.0 (87.8)                      | 27.1 (80.7)                      | 20.8 (69.4)                      | 14.6 (58.2)                      | 9.3 (48.8)                       | 19.9 (67.8)                      |
| 일일 평균 기온 °C (°F)                                                                         | 3.1 (37.5)                       | 4.4 (40.0)                       | 8.7 (47.6)                       | 14.6 (58.2)                      | 19.6 (67.2)                      | 24.6 (76.3)                      | 27.2 (81.0)                      | 26.3 (79.4)                      | 22.4 (72.4)                      | 16.0 (60.8)                      | 9.9 (49.9)                       | 5.4 (41.7)                       | 15.2 (59.3)                      |
| 일평균 최저 기온 °C (°F)                                                                       | −1.1 (30.1)                      | −0.1 (31.8)                      | 3.7 (38.6)                       | 9.1 (48.4)                       | 14.4 (58.0)                      | 19.7 (67.5)                      | 22.4 (72.4)                      | 21.7 (71.0)                      | 17.8 (64.1)                      | 11.2 (52.2)                      | 5.3 (41.6)                       | 1.4 (34.5)                       | 10.5 (50.9)                      |
| 역대 최저 기온 °C (°F)                                                                         | −26 (−14)                        | −26 (−15)                        | −16 (4)                          | −9 (15)                          | 1 (33)                           | 6 (43)                           | 11 (52)                          | 9 (49)                           | 2 (36)                           | −3 (26)                          | −12 (11)                         | −25 (−13)                        | −26 (−15)                        |
| 평균 강수량 mm (인치)                                                                          | 73 (2.86)                        | 67 (2.62)                        | 89 (3.50)                        | 82 (3.21)                        | 100 (3.94)                       | 107 (4.20)                       | 110 (4.33)                       | 83 (3.25)                        | 100 (3.93)                       | 93 (3.66)                        | 74 (2.91)                        | 87 (3.41)                        | 1,062 (41.82)                    |
| 평균 강설량 cm (인치)                                                                          | 12 (4.9)                         | 13 (5.0)                         | 5.1 (2.0)                        | 0.0 (0.0)                        | 0.0 (0.0)                        | 0.0 (0.0)                        | 0.0 (0.0)                        | 0.0 (0.0)                        | 0.0 (0.0)                        | 0.0 (0.0)                        | 0.25 (0.1)                       | 4.3 (1.7)                        | 35 (13.7)                        |
| 평균 강수일수 (≥ 0.01 인치)                                                                    | 9.7                              | 9.3                              | 11.0                             | 10.8                             | 11.6                             | 10.6                             | 10.5                             | 8.7                              | 8.7                              | 8.3                              | 8.4                              | 10.1                             | 117.7                            |
| 평균 강설일수 (≥ 0.1 인치)                                                                     | 2.8                              | 2.7                              | 1.1                              | 0.0                              | 0.0                              | 0.0                              | 0.0                              | 0.0                              | 0.0                              | 0.0                              | 0.1                              | 1.3                              | 8.0                              |
| 평균 상대 습도 (%)                                                                             | 62.1                             | 60.5                             | 58.6                             | 58.0                             | 64.5                             | 65.8                             | 66.9                             | 69.3                             | 69.7                             | 67.4                             | 64.7                             | 64.1                             | 64.3                             |
| 평균 월간 일조시간                                                                             | 144.6                            | 151.8                            | 204.0                            | 228.2                            | 260.5                            | 283.2                            | 280.5                            | 263.1                            | 225.0                            | 203.6                            | 150.2                            | 133.0                            | 2,527.7                          |
| 가능 일조율                                                                                    | 48                               | 50                               | 55                               | 57                               | 59                               | 64                               | 62                               | 62                               | 60                               | 59                               | 50                               | 45                               | 57                               |
| 출처: 미국 해양대기청 (평년값: 1991년~2020년, 극값: 1872년~현재, 상대습도/일조: 1961년~1990년) |                                  |                                  |                                  |                                  |                                  |                                  |                                  |                                  |                                  |                                  |                                  |                                  |                                  |

## 문화

### 명소
내셔널 몰은 워싱턴 시내에 있는 넓은 개방형 공원으로 동쪽의 미국 국회 의사당과 서쪽의 링컨 기념관 사이에 자리잡고 있다. 내셔널 몰의 공원은 종종 정치 시위, 음악회, 축제, 대통령 취임식등의 장소로 이용된다. 내셔널 몰의 중앙에는 169m 높이의 워싱턴 기념탑이 있다.
워싱턴 기념탑을 중심으로 동쪽에는 박물관이 모여 있고 서쪽에는 기념관이나 기념비등이 모여 있다.
워싱턴 기념탑에서 북쪽에는 프레지던트공원과 접해있고 백악관이 북쪽 끝에 있다. 워싱턴 기념탑은 서쪽편 에 있는 링컨 기념관에서 바라볼때 그 사이에 있는 리플렉팅 풀(Reflecting pool) 연못물에 기념탑이 반사되어 보이도록 설계되었다. 리플렉팅 풀과 기념탑 사이에는 제2차 세계 대전 기념관이 있다.
내셔널 몰의 서쪽에 있는 명소중에서 가장 많은 관광객이 찾아 오는 곳은 링컨 기념관으로 매년 약 6 백만명의 방문객이 찾아 온다. 링컨 기념관 앞에서 보면 좌우로 베트남 용사 기념비와 한국전 참전 용사 기념비가 있다. 한국전 기념비에는 스테인레스강으로 만든 19 군인병사의 조각상이 있다. “자유는 거저 주어지는 것이 아니다”라고 쓰인 비석도 있다.
워싱턴 기념탐 남쪽에 타이달베이신(Tidal Basin)이라고 하는 반 인공 호수가 포토맥강과 연결되어 있는데 이 주변에는 벚꽃 나무가 줄 지어 있다. 프랭클린 델라 노 루즈 벨트 기념관, 조지 메이슨 기념관, 제퍼슨 기념관, 마틴 루터 킹 주니어 기념관 및 D.C.1차 세계대전 기념관이 호수 주변에 있다.
내셔널 몰의 북쪽에 있는 미국 국립문서기록관리청(National Archives)은 독립 선언, 헌법 및 권리 장전등을 보관하고 있는 곳이며 미국 역사에 중요한 수천 개의 문서를 보관하고 있다. 미국 의회 도서관은 국회 의사당 동쪽에 위치하고 있으며 1 억 4,400 만 권이 넘는 책, 원고 및 기타 자료를 소장하고있는 세계에서 가장 큰 도서관이다.

### 박물관
스미스소니언 인스티튜션 (Smithsonian Institution)은 1846년 미 연방정부가 설립한 교육 재단으로 워싱턴 DC에 있는 여러 박물관 및 미술관을 관리하고 있다. 스미스 소니언은 미국 정부의 자금 지원을 받고 운영되고 있으며 스미스 소니언에 속한 박물관은 입장료가 무료이며 주요 박물관은 아래와 같다.
- 국립 자연사 박물관 (National Museum of Natural History)

내셔널몰(National Mall)의 북쪽에 있다. 지구를 주제로하는 모든것을 보여주는 박물관이다.
- 국립항공우주박물관 (National Air and Space Museum) 박물관중에서 가장 인기가 높은 비행기와 우주항공의 역사를 소개하는 박물관이다. 내셔널몰(National Mall)의 남동쪽에 있다. 스미소니언은 제2의 항공 우주 박물관을 워싱턴 D.C. 서쪽 덜레스 공항 남쪽 챤티리(Chantilly)에 스티븐 센터(Steven F . Udvar-Hazy Center)라는 이름으로 2003년에 세워서 내셔널몰에 있는 박물관에서 전시 못했던 많은 항공기와 우주항공 자료를 전시하고 있다.
- 내셔널 갤러리 오브 아트 (National Gallery of Art) 국립 미술관으로, 동서의 두 건물로 나누어저 있다. 서관은 미국미술과 서양미술이 전시되어 있고 동관은 현대 미술을 전시하고 있다. 두 건물은 지하도로 연결되어 있다.
- 국립 아프리카 미술관 (National Museum of African Art)
- 국립 미국사 박물관 (National Museum of American History)
- 국립 아메리카 인디언 박물관 (National Museum of The American Indian)
- 아프리칸 아메리칸 역사문화 국립 박물관 (National Museum of African American History and Culture)
- 국립우편박물관 (National Postal Museum)
- 프리어 미술관 (Freer Gallery of Art)
- 아서 M. 새클러 갤러리 (Arthur M. Sackler Gallery)
- 허시혼 미술관과 조각 정원 (Hirshhorn Museum and Sculpture Garden)
- 예술 산업관 (Arts and Industries Building)

스미스소니안에 속하지 않는 주요박물관으로 아래와 같은 주요한 박물관이 워싱턴 DC에 있다.
- 국립 여성 예술가 미술관 (National Museum of Women in the Arts)
- 필립스 컬렉션 (The Phillips Collection)
- 성경박물관 (Museum of the Bible)
- 미국 홀로코스트 기념관 (United States Holocaust Memorial Museum)
- 내셔널 지오그래픽 협회 박물관 (National Geographic Society Museum)
- 국제 스파이 박물관 (International Spy Museum)

### 예술
워싱턴 D.C.는 미국 예술의 중심지이기도 하다. 공연 예술을 위해 세워진 존 F. 케네디 센터(John F. Kennedy Center)에는 내셔널 심포니 오케스트라와 워싱턴 내셔널 오페라 및 워싱턴바레가 공연하고 있다.
케네디 센터 명예상(Kennedy Center Honors)은 매년 미국 문화 생활에 크게 기여한 공연 예술 분야의 예술가에게 수여되는 상이다. 링컨 대통령이 암살되었던 역사적 장소인 포드 극장 (Ford 's Theatre)은 박물관으로 뿐만 아니라 공연 장소로도 계속 운영되고 있다.
캐피틀힐 근처에 있는 머린 배랰스(Marine Barracks)에는 미 해병 군악대가 있다. 이 군악대는 1798년에 설립된 미국에서 가장 오래된 음악단체이다. 미국의 행진곡 작곡자로 이름난 워싱턴 출신인 존 필립 수자(John Philip Sousa)가 1880년부터 1892년까지 해병 군악대를 이끌었다.
1925년에는 해군 군악대가 설립되어 워싱턴 해군 야드에 본부를 두고 있으며 도시내에 있는 공식 행사와 연주회에 자주 연주하고 있다.

## 경제와 사회
시가지는 포토맥강에 접하여 대서양과 수상 유통이 편리하나 주요 교통은 철도와 비행기를 이용한다. 이 도시는 전형적인 정치도시로서, 취업인구의 태반은 정부기관 또는 그 관련 분야에서 일하고 있으며, 3차산업 인구가 압도적으로 많은 것이 특징이다. 이 때문에 인종차별이 없는 연방정부 기관에서 일하는 흑인이 증가하여, 시민의 과반수는 흑인이 차지하기에 이르렀다. 일반 자치제와는 달리, 연방직할이기 때문에 시장(市長)이 없었고, 시민은 종래 국회의원이나 대통령 선거에서도 선거권이 없었으나, 1962년부터 대통령 선거권을 얻게 되었으며(실제로 1964년부터 행사), 또한 1967년부터 정부가 임명하는 시장을 갖게 되었다.제2차 세계대전 후 연방정부의 역할이 늘어남에 따라 워싱턴도 확대되어, 20세기 초에는 30만 명 정도였던 것이 1975년에는 72만이 되었다.

### 건축

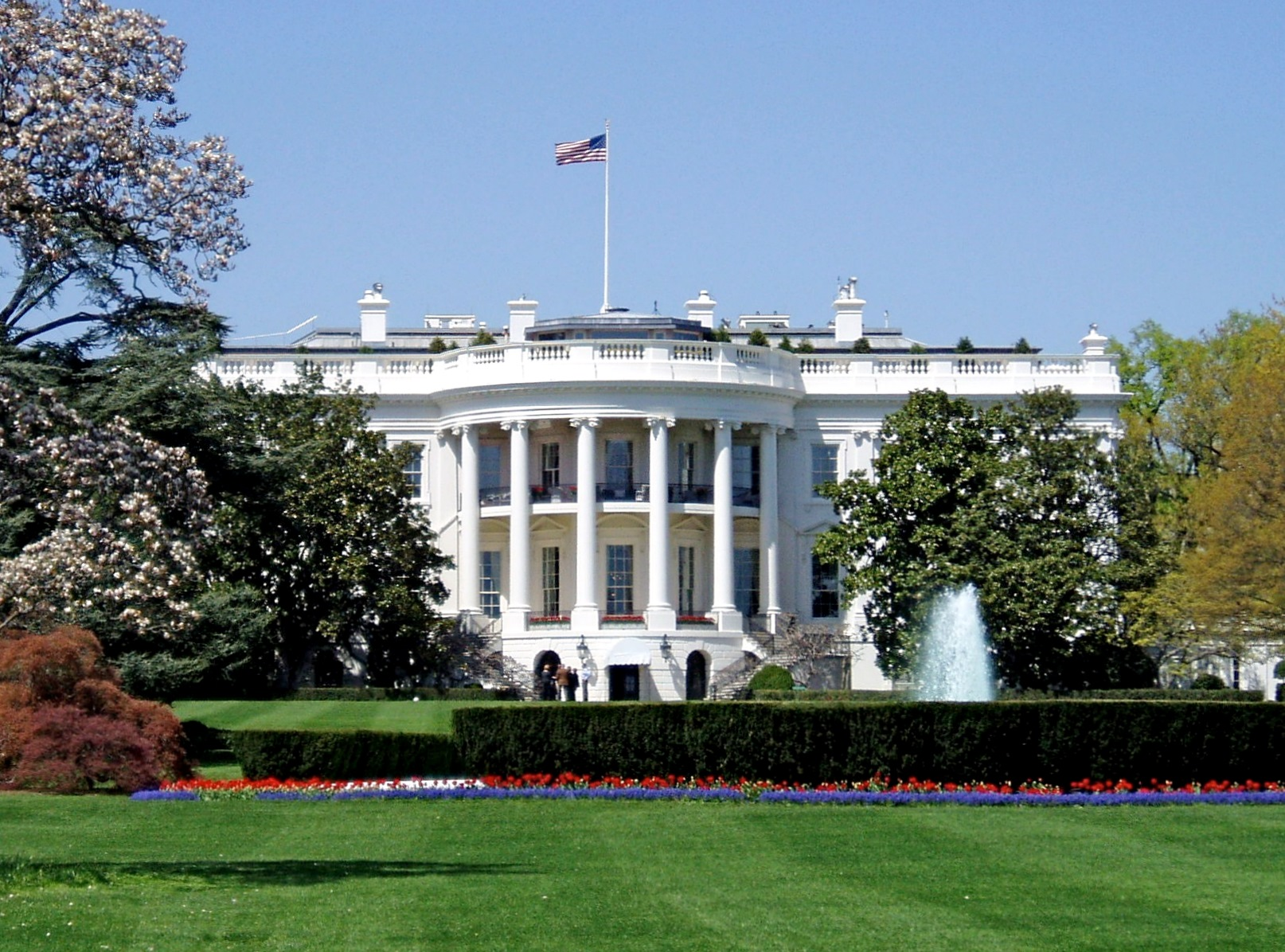
백악관은 미국 건축학회가 선정한 미국인이 좋아하는 건축에서 2위로 뽑혔다.

워싱턴의 건축은 대단히 다양하다. 2007년 미국 건축학회(American Institute of Architects)가 선정한 "미국인이 좋아하는 건축" 순위에서 상위 10위 건물 가운데 여섯 곳이 컬럼비아 구역에 있다. 나열해 보면 다음과 같다.
- 백악관 (The White House)
- 워싱턴 기념탑 (The Washington Monument)
- 토머스 제퍼슨 기념관 (The Jefferson Memorial)
- 미국 의회 의사당 (The Capitol)
- 링컨 기념관 (The Lincoln Memorial)
- 베트남 참전용사 기념관 (The Vietnam Veterans Memorial)

이 여섯 건물과 워싱턴의 여러 유명한 건물들은 신고전주의, 조지 왕 시대 풍(Georgian Architecture), 고딕, 현대 양식을 모두 반영하고 있다. 프랑스 제2제국 양식의 옛 행정부 청사나 미국 의회 도서관과 같은 예외적인 건물도 있다.
워싱턴 시내에서 바깥으로 가면 건축 양식은 더욱 다양해진다. 오래된 건물에는 앤 여왕 시대 건축 양식, 샤토 양식, 리차드슨식 로마네스크, 조지 왕 시대 재현 양식, 보자르, 또 여러 가지 빅토리아 양식 등이 나타난다. 줄지어 선 미국식 집합 주택(Rowhouse)도 이 지역에서 특히 눈에 띄는데, 이런 건물은 미국 남북 전쟁 이후 발달하여 전형적으로 연방 건축 양식과 후기 빅토리아풍을 따른 것이다. 조지타운은 워싱턴 시를 건설하기 전에 생긴 곳으로, 컬럼비아 구역의 가장 오래된 건축을 보인다. 조지타운의 옛 석조 주택(Old Stone House)는 1765년에 건설되어 이 도시에 현존하는 건물 가운데 가장 오래된 것이다. 그러나 오늘날 근처의 가옥 대부분은 1870년대 이후에 건설된 것으로, 당대 후기 빅토리아 풍의 영향을 찾을 수 있다. 1789년에 개교한 조지타운 대학교는 주변 건축보다 더욱 특별하며, 로마네스크풍과 고딕 재현 양식이 섞인 특징을 보인다. 로널드 레이건 건물은 컬럼비아 구역에서 가장 큰 건물로, 총면적이 약 288,000 제곱미터에 이른다.워싱턴 DC는 뉴욕보다 건물들이 낮은데 그 이유는 워싱턴 기념탑보다 더 높은 탑을 세우지 못하도록 미국법으로 지정되었기 때문이다

## 정치
워싱턴 D.C는 대통령 선거에서 단 한 번도 공화당이 승리하지 못한 유일한 지역이다. 대통령 선거마다 민주당 후보가 90% 이상의 압도적인 지지율로 승리하며, 2016년 대선에서는 힐러리 클린턴 후보가 이 지역에서 92.8%의 압도적인 득표율을 기록하였다.

## 교육
1789년에 창립한 예수회 사립 대학인 조지타운 대학교와 1821년에 창립한 사립대학 조지 워싱턴 대학교와 연합감리회교회에서 설립한 아메리칸 대학교가 있다.
워싱턴 대학이 워싱턴 DC에 있다고 알고 있는 사람들이 있지만 워싱턴 주와 다른 특별 자치구이다.

## 스포츠
워싱턴 D.C.를 연고로 하는 프로스포츠팀은 메이저 리그 베이스볼(MLB)의 워싱턴 내셔널스, NBA 농구의 워싱턴 위저즈, NFL 풋볼의 워싱턴 커맨더스, NHL 아이스하키의 워싱턴 캐피털스, 메이저 리그 사커의 D.C. 유나이티드, WNBA 여자농구의 워싱턴 미스틱스가 있다.

## 인구
| 인구조사    | 인구    | Note   | %±     |
| ----------- | ------- | ------ | ------ |
| 1800년      | 8,144   |        | —      |
| 1810년      | 15,471  |        | 90.0%  |
| 1820년      | 23,336  |        | 50.8%  |
| 1830년      | 30,261  |        | 29.7%  |
| 1840년      | 33,745  |        | 11.5%  |
| 1850년      | 51,687  |        | 53.2%  |
| 1860년      | 75,080  |        | 45.3%  |
| 1870년      | 131,700 |        | 75.4%  |
| 1880년      | 177,624 |        | 34.9%  |
| 1890년      | 230,392 |        | 29.7%  |
| 1900년      | 278,718 |        | 21.0%  |
| 1910년      | 331,069 |        | 18.8%  |
| 1920년      | 437,571 |        | 32.2%  |
| 1930년      | 486,869 |        | 11.3%  |
| 1940년      | 663,091 |        | 36.2%  |
| 1950년      | 802,178 |        | 21.0%  |
| 1960년      | 763,956 |        | −4.8%  |
| 1970년      | 756,510 |        | −1.0%  |
| 1980년      | 638,333 |        | −15.6% |
| 1990년      | 606,900 |        | −4.9%  |
| 2000년      | 572,059 |        | −5.7%  |
| 2010년      | 601,723 |        | 5.2%   |
| 2019 (추산) | 705,749 | [ 22 ] | 17.3%  |
| 출처: 비고: |         |        |        |

## 자매 도시
워싱턴 D.C.에는 15개의 자매 도시가 있다. 파리는 코뮌의 자매 도시 정책에 따라 파트너 도시로 인정된다.
- 태국 방콕 (1962년)
- 세네갈 다카르 (1980년)
- 중화인민공화국 베이징 (1984년)
- 벨기에 브뤼셀 (1985년)
- 그리스 아테네 (2000년)
- 프랑스 파리 (2000년)
- 남아프리카 공화국 프리토리아 (2002년)
- 대한민국 서울특별시 (2006년)
- 가나 아크라 (2006년)
- 영국 선덜랜드 (2006년)
- 이탈리아 로마 (2011년)
- 튀르키예 앙카라 (2011년)
- 브라질 브라질리아 (2013년)
- 에티오피아 아디스아바바 (2013년)
- 엘살바도르 산살바도르 (2018년)